# 米倉千尋
米倉 千尋（よねくら ちひろ、1972年8月19日 - ）は、日本の女性シンガーソングライター。神奈川県横浜市出身。HIGHWAY STAR所属。東海大学付属相模高等学校 、東海大学文学部文明学科ヨーロッパ専攻西欧課程出身。血液型はA型。愛称はちっひー。

## 概要
- 1996年1月24日にシングル『嵐の中で輝いて』（OVA『機動戦士ガンダム 第08MS小隊』オープニング主題歌）にて歌手デビューする。以降、『仙界伝 封神演義』『RAVE』『カレイドスター』など、これまでに数々のアニメ・ゲームの主題歌・挿入歌・イメージソングの作詞・作曲・ボーカルを担当している。
- 大学時代にのど自慢大会で、ZARDの「眠れない夜を抱いて」を歌って、グランプリを獲得した経験がある[2]。
- 杏里の「悲しみがとまらない」が、歌手になることを決めた曲としている。
- 奥井雅美とのユニット「r.o.r/s」（ロールス）を結成して、期間限定で活動していた。
- 2007年5月26日に結婚している。相手は非公開だがスタッフとのこと。
- 鵜島仁文から提供された楽曲は多く、2022年に鵜島が逝去するまで交流があり、互いのライヴにゲスト出演し合う仲であった。

## ディスコグラフィ

### シングル
公式サイトでは配信限定シングルや企画CDなどもカウントされているが、ここではカウントしない。
| 枚   | 発売日         | タイトル                      | 規格品番   | 最高位 |
| ---- | -------------- | ----------------------------- | ---------- | ------ |
| 1st  | 1996年1月24日  | 嵐の中で輝いて                | KIDS-261   | 38位   |
| 2nd  | 1996年6月21日  | Believe〜あなただけ映したい〜 | KIDS-284   |        |
| 3rd  | 1996年10月23日 | オレンジ色のKissをあげよう    | KIDS-309   |        |
| 4th  | 1996年12月5日  | 未来の二人に                  | KIDS-310   | 82位   |
| 5th  | 1997年2月21日  | 約束                          | KIDS-324   |        |
| 6th  | 1997年5月21日  | 愉快な鼓動                    | KIDS-338   |        |
| 7th  | 1998年2月4日   | Strawberry Fields             | KIDS-367   |        |
| 8th  | 1998年7月23日  | 永遠の扉                      | KIDS-382   | 46位   |
| 9th  | 1999年1月8日   | Birth of light                | KIDA-175   |        |
| 10th | 1999年8月25日  | WILL                          | KIDA-183   | 18位   |
| 11th | 1999年9月16日  | FEEL ME                       | KIDS-423   | 60位   |
| 12th | 2000年2月2日   | Just Fly Away                 | KIDA-193   | 41位   |
| 13th | 2000年7月26日  | Return to myself              | KIDA-201   | 59位   |
| 14th | 2000年8月23日  | 陽のあたる場所                | KIDS-451   | 49位   |
| 15th | 2001年7月25日  | Little Soldier                | KIDS-461   | 76位   |
| 16th | 2001年10月31日 | Butterfly Kiss                | KICM-1040  | 22位   |
| 17th | 2002年1月30日  | 陽だまりをつれて              | KICM-1045  | 85位   |
| 18th | 2002年8月22日  | 夏の終わりの花火              | KICM-1049  | 84位   |
| 19th | 2002年9月25日  | Bridge                        | KICM-1059  | 64位   |
| 20th | 2003年1月22日  | 想い出がいっぱい              | KICM-1067  | 77位   |
| 21st | 2003年7月24日  | 約束の場所へ                  | KICM-1078  | 47位   |
| 22nd | 2004年1月15日  | 星になるまで                  | KICM-1094  | 80位   |
| 23rd | 2005年2月23日  | 僕のスピードで                | KICM-3102  | 63位   |
| 24th | 2005年7月6日   | 永遠の花                      | KICM-1140  | 54位   |
| 25th | 2006年1月12日  | ALIVE                         | KICM-1157  | 71位   |
| 26th | 2006年6月21日  | 青空とキミへ                  | KIZM-1/2   | 139位  |
| 27th | 2007年3月14日  | ライオンの翼                  | KIZM-7/8   | 166位  |
| 28th | 2010年12月22日 | Seize the Days                | LACM-4763  | 143位  |
| 29th | 2013年2月27日  | フェアリーテイル〜約束の日〜  | PCCG-70157 | 80位   |
| 30th | 2018年2月28日  | HOWLING SWORD/Promise         | LACM-14728 | 184位  |

### 配信限定シングル
| 発売日         | タイトル                      |
| -------------- | ----------------------------- |
| 2008年2月28日  | Home                          |
| 2016年10月26日 | 零-ZERO-/シリウスの瞬く空に   |
| 2019年4月24日  | Give me five!/5文字の恋の行方 |
| 2023年10月1日  | Beginning Rebirth             |

### アルバム
| 枚   | 発売日         | タイトル                         | 規格品番                                    | 最高位 |
| ---- | -------------- | -------------------------------- | ------------------------------------------- | ------ |
| 1st  | 1996年7月5日   | Believe                          | KICS-539                                    | 94位   |
| 2nd  | 1997年6月21日  | Transistor Glamour               | KICS-622                                    |        |
| 3rd  | 1998年8月21日  | always                           | KICS-688                                    | 94位   |
| 4th  | 1999年11月3日  | Colours                          | KICS-759                                    | 29位   |
| 5th  | 2000年10月25日 | apples                           | KICS-830                                    | 32位   |
| 6th  | 2001年2月21日  | Little Voice                     | KICS-859                                    | 29位   |
| 7th  | 2002年3月13日  | jam                              | KICS-937                                    | 39位   |
| 8th  | 2003年2月26日  | SPRING〜start on a journey〜     | KICS-998                                    | 60位   |
| 9th  | 2004年2月11日  | azure                            | KICS-1058                                   | 64位   |
| 10th | 2004年5月26日  | BEST OF CHIHIROX                 | KICS-1087/8（初回盤） KICS-1094/5（通常盤） | 20位   |
| 11th | 2005年2月23日  | Cheers                           | KICS-1147                                   | 110位  |
| 12th | 2006年2月8日   | Fairwings                        | KICS-1199                                   | 76位   |
| 13th | 2007年4月25日  | Kaleidoscope                     | KICS-1300                                   | 139位  |
| 14th | 2008年6月25日  | Ever After                       | KICS-1366                                   | 119位  |
| 15th | 2009年9月30日  | Departure                        | KICS-1500                                   | 120位  |
| 16th | 2010年12月8日  | Voyager                          | KICS-1631/2                                 | 167位  |
| 17th | 2011年3月16日  | 泣けるアニソン                   | BVCL-196                                    | 154位  |
| 18th | 2015年10月28日 | BEST OF CHIHIROX II              | KICS-93300/1（初回盤） KICS-3300（通常盤）  | 103位  |
| 19th | 2021年4月28日  | 25 YEARS AFTER 〜All Time Best〜 | KICS-3989～92                               | 50位   |

### その他
- 2003年8月27日 Candy Lie
- 2003年10月22日 Tatoo Kiss
- 2003年12月26日 dazzle
- 2005年6月24日 ONENESS
- 2006年6月9日 OUTRIDE
- 2008年6月25日 Tribute to Masami Okui  〜Buddy〜
- 2008年7月23日 Yells 〜It's a beautiful life〜
- 2009年6月24日 RE:BRIDGE〜Return to oneself〜
- 2009年10月21日 ガンダム生誕30周年記念CD 2009「翔べ!ガンダム」&「永遠にアムロ」
- 2011年2月23日 Naked Soul
- 2011年2月23日 勇者シリーズ20周年記念 HARVEST
- 2011年5月25日 ぱんでみっく!!
- 2011年11月25日 SNK PLAYMORE パチスロ プレミアム サウンド コレクション
- 2012年5月9日 探偵オペラ ミルキィホームズ第2幕 ボーカルアルバム BLOOOOM!!!!
- 2012年5月23日 ミラクルとらぶるNew Face!
- 2012年7月11日 リスペクト フォー アニソン
- 2012年11月21日 英雄伝説 空の軌跡 THE ANIMATION ヴォーカルコレクション
- 2013年2月6日 ウルトラマンタロウ Rock ver
- 2013年5月1日 宇宙戦艦ヤマト(Project Yamato 2199)
- 2013年5月22日 りばいばる!
- 2017年2月22日 Fool Love Rhapsody 〜ハンガリー狂詩曲より〜（クラシカロイド MUSIK Collection Vol.2）
- 2017年10月25日 翼を持つ者 〜Not an angel Just a dreamer〜（日本動画協会「アニメNEXT_100」プロジェクト公式ソング）[注 1]
- 2022年7月27日 TWO-MIX Tribute Album "Crysta-Rhythm"[9]
- 2025年5月21日 祝福 from CrosSing[注 2]

### ゲームボーカル
| 楽曲                       | タイアップ                                                                 | 収録CD                                          |
| 1999年                     | 1999年                                                                     | 1999年                                          |
| -------------------------- | -------------------------------------------------------------------------- | ----------------------------------------------- |
| FEEL ME                    | ドリームキャスト『Revive 〜蘇生〜』主題歌                                  | ベストアルバム「BEST OF CHIHIROX」              |
| Truth                      | ドリームキャスト『Revive 〜蘇生〜』イメージソング                          | ベストアルバム「BEST OF CHIHIROX」              |
| 2001年                     |                                                                            |                                                 |
| FLAME                      | PlayStationゲーム『アイシア』オープニングテーマ                            | ベストアルバム「BEST OF CHIHIROX」              |
| Little Soldier             | PlayStation 2ゲーム『実況パワフルプロ野球8』主題歌                         | ベストアルバム「BEST OF CHIHIROX」              |
| 2002年                     |                                                                            |                                                 |
| stars                      | PlayStation 2ゲーム『学園都市 ヴァラノワール』オープニングテーマ           | ベストアルバム「BEST OF CHIHIROX」              |
| Bridge                     | PlayStation 2ゲーム『学園都市 ヴァラノワール』エンディングテーマ           | ベストアルバム「BEST OF CHIHIROX」              |
| be with you                | Xboxゲーム『eX-Chaser』主題歌                                              | ベストアルバム「BEST OF CHIHIROX」              |
| 2005年                     |                                                                            |                                                 |
| 永遠の花                   | PlayStation 2ゲーム『ふしぎ遊戯 玄武開伝 外伝 鏡の巫女』オープニングテーマ | ベストアルバム「BEST OF CHIHIROX II」           |
| Cross                      | PlayStation 2ゲーム『ふしぎ遊戯 玄武開伝 外伝 鏡の巫女』エンディングテーマ | ベストアルバム「BEST OF CHIHIROX II」           |
| Scramble                   | PSPゲーム『ふしぎ遊戯 玄武開伝 外伝 鏡の巫女』オープニングテーマ           | アルバム「Fairwings」                           |
| ハレルヤ                   | PSPゲーム『ふしぎ遊戯 玄武開伝 外伝 鏡の巫女』エンディングテーマ           | アルバム「Fairwings」                           |
| Calling                    | PlayStation 2ゲーム『戦神 -いくさがみ-』エンディングテーマ                 | ベストアルバム「BEST OF CHIHIROX II」           |
| 2007年                     |                                                                            |                                                 |
| ライオンの翼               | PlayStation 2ゲーム『エルヴァンディアストーリー』オープニングテーマ        | ベストアルバム「BEST OF CHIHIROX II」           |
| 2010年                     |                                                                            |                                                 |
| Seize the Days             | PCゲーム『エミル・クロニクル・オンライン』5thアニバーサリーソング          | ベストアルバム「BEST OF CHIHIROX II」           |
| 2011年                     |                                                                            |                                                 |
| Naked Soul                 | PSPゲーム『SDガンダム GGENERATION WORLD』オープニングテーマ                | TOP GUN × 米倉千尋名義シングル「Naked Soul」    |
| Just a Revolution          | PSPゲーム『SDガンダム GGENERATION WORLD』エンディングテーマ                | TOP GUN × 米倉千尋名義シングル「Naked Soul」    |
| ガンダムに愛を込めて       | PSPゲーム『SDガンダム GGENERATION WORLD』挿入歌                            | ベストアルバム「BEST OF CHIHIROX II」           |
| 2015年                     |                                                                            |                                                 |
| 恋せよ乙女!                | PCゲーム『サノバウィッチ』オープニングテーマ                               | サノバウィッチ オリジナルサウンドトラック       |
| 2016年                     |                                                                            |                                                 |
| 零-ZERO-                   | PS Vitaゲーム『数乱digit』オープニングテーマ                               | 配信シングル                                    |
| シリウスの瞬く空に         | PS Vitaゲーム『数乱digit』エンディングテーマ                               | 配信シングル                                    |
| 2017年                     |                                                                            |                                                 |
| ReAliZe                    | PCゲーム『9-nine- ここのつここのかここのいろ』オープニングテーマ           | 配信シングル                                    |
| ふたり                     | PCゲーム『9-nine- ここのつここのかここのいろ』エンディングテーマ           | 配信シングル                                    |
| 2018年                     |                                                                            |                                                 |
| ソラノキオク               | PCゲーム『9-nine- そらいろそらうたそらのおと』オープニングテーマ           | 配信シングル                                    |
| ここにある空               | PCゲーム『9-nine- そらいろそらうたそらのおと』エンディングテーマ           | 配信シングル                                    |
| 2019年                     |                                                                            |                                                 |
| ハルトキ ～Spring Moment～ | PCゲーム『9-nine- はるいろはるこいはるのかぜ』オープニングテーマ           | 配信シングル                                    |
| そして愛になる             | PCゲーム『9-nine- はるいろはるこいはるのかぜ』エンディングテーマ           | 配信シングル                                    |
| Smiling-Swinging!!         | PCゲーム『喫茶ステラと死神の蝶』オープニングテーマ                         | 喫茶ステラと死神の蝶 オリジナルサウンドトラック |
| 2020年                     |                                                                            |                                                 |
| DEAR MY WAKER              | PCゲーム『9-nine- ゆきいろゆきはなゆきのあと』オープニングテーマ           |                                                 |
| Squall                     | PCゲーム『9-nine- ゆきいろゆきはなゆきのあと』挿入歌                       |                                                 |
| Be braver!                 | PCゲーム『9-nine- ゆきいろゆきはなゆきのあと』エンディングテーマ           |                                                 |
| 明日へと                   | PCゲーム『まいてつ Last Run!!』ハチロクafterED曲                           | まいてつ Last Run!! Vocal Complete Album        |

### DVD / VHS
- 2001年6月27日 Chihiro Yonekura 5th Anniversary Little Voice Tour 2001
- 2002年10月23日 tapestory
- 2005年7月6日 Chihiro Yonekura 10th Anniversary Party Tour 2005 “Cheers”

## ステージ

### ワンマンライブ / ライブツアー
- Chihiro Yonekura 5th Anniversary Little Voice Tour 2001
  - 2001年4月2日 名古屋クラブクアトロ
  - 2001年4月9日 渋谷ON AIR WEST
- Chihiro Yonekura One Night Special Live "Butterfly Kiss"
  - 2001年11月19日 渋谷ON AIR EAST
- Chihiro Yonekura LIVE TOUR 2002 "jam"
  - 2002年3月30日 梅田ON AIR OSAKA
  - 2002年3月31日 名古屋ダイアモンドホール
  - 2002年4月6日 渋谷ON AIR EAST
- Chihiro Yonekura Unplugged Live in YOKOHAMA-AKARENGA 2002 夏
  - 2002年8月21日 横浜赤レンガホール
- Chihiro Yonekura LIVE TOUR 2003 "Start on a Journey"
  - 2003年3月16日 表参道FAB
  - 2003年3月20日 岡山MO:GLA
  - 2003年3月21日 福岡DRUM Be-1
  - 2003年3月23日 岐阜モダンカフェクラブ
  - 2003年4月2日 渋谷ON AIR WEST
  - 2003年4月3日 渋谷ON AIR WEST
  - 2003年4月5日 梅田ON AIR OSAKA
  - 2003年4月6日 名古屋ダイアモンドホール
- Chihiro Yonekura LIVE TOUR 2004 "azure"
  - 2004年3月20日 CLUB 24 YOKOHAMA
  - 2004年3月21日 宇都宮VOGUE
  - 2004年3月25日 新潟CLUB JUNK BOX mini
  - 2004年3月26日 仙台MACANA
  - 2004年3月31日 広島ネオポリスホール
  - 2004年4月1日 福岡ビブレホール
  - 2004年4月3日 心斎橋BIG CAT
  - 2004年4月4日 名古屋クラブダイアモンドホール
  - 2004年4月10日 渋谷O-EAST
- Chihiro Yonekura Live the CHIHIROX 〜千尋魂〜
  - 2004年10月30日 名古屋Electric Lady Land
  - 2004年11月3日 原宿アストロホール
- Chihiro Yonekura 10th Anniversary Party Tour 2005 "Cheers"
  - 2005年3月26日 大阪am HALL
  - 2005年4月2日 渋谷O-WEST
  - 2005年4月9日 名古屋クラブダイアモンドホール
- Chihiro Yonekura 10th Anniversary Special Party Live "A*LIVE!"
  - 2006年1月29日 渋谷O-EAST
- Chihiro Yonekura LIVE TOUR 2006 "Fairwings"
  - 2006年3月26日 心斎橋FANJ twice
  - 2006年4月1日 渋谷O-EAST
  - 2006年4月8日 名古屋クラブダイアモンドホール
- Chihiro Yonekura LIVE TOUR 2007 "Kaleidpscope"
  - 2007年6月22日 名古屋Electric Lady Land
  - 2007年6月23日 心斎橋OSAKA MUSE
  - 2007年7月1日 渋谷O-WEST
- Chihiro Yonekura LIVE TOUR 2008 "Be Ambitious!"
  - 2008年6月7日 名古屋Electric Lady Land
  - 2008年6月8日 心斎橋OSAKA MUSE
  - 2008年6月14日 渋谷O-WEST
- Chihiro Yonekura LIVE TOUR 2009 "Vitamin C" 〜いつも心に太陽を〜
  - 2009年6月6日 心斎橋OSAKA MUSE
  - 2009年6月7日 名古屋Electric Lady Land
  - 2009年6月13日 渋谷O-WEST
- Chihiro Yonekura LIVE TOUR 2010 "Departure"
  - 2010年6月5日 名古屋Electric Lady Land
  - 2010年6月6日 心斎橋OSAKA MUSE
  - 2010年6月12日 渋谷O-WEST
- Chihiro Yonekura 15th Anniversary Special Live 2011 "Voyager"
  - 2011年1月29日 渋谷O-EAST
- ちっひーのHAPPY HAPPY BIRTHDAY PARTY 2011 〜千尋魂リターンズ!〜
  - 2011年8月19日 原宿アストロホール
- Chihiro Yonekura Birthday Eve Live 2012 〜華麗なるThank You ♡ 思えば遠くに来たもんだ…ここらでいっちょ原点回起!〜
  - 2012年8月18日 渋谷egg man
- Chihiro Yonekura HOP・STEP・JUMP LIVE! 2013
  - 2013年8月17日 原宿アストロホール

### 主催イベント
- 2008年12月14日 Chihiro Yonekura Presents X'mas Party Live "FRIENDS" 〜あなたのハートにWINTER WISH〜 渋谷O-EAST
  - Guest:石川智晶 / 鵜島仁文 / 近江知永 / 栗林みな実 / 下川みくに / じまんぐ / savage genius / 松本梨香 / 美郷あき / unicorn table
- 2009年12月12日 Chihiro Yonekura Presents X'mas Party Live 2009 "FRIENDS" 〜あなたのハートにクリスマChu!!(^2^)-☆〜 SHIBUYA-AX
  - Guest:麻倉あきら / 石川智晶 / 石田燿子 / 鵜島仁文 / 近江知永 / 奥井雅美 / 栗林みな実 / サイキックラバー / savage genius / 下川みくに / bless4 / 松本梨香 / 美郷あき / 桃井はるこ
- 2011年12月10日 Chihiro Yonekura Presents X'mas Party Live 2011 "FRIENDS" 〜あなたのハートにDing Dong Rock On!〜 渋谷公会堂
  - Guest:彩音 / angela / 石川智晶 / 石田燿子 / 喜多修平 / 黒崎真音 / 佐咲紗花 / savage genius / 椎名へきる / 田村直美 / TOP GUN / 松本梨香 / 美郷あき / 桃井はるこ

### 海外イベント
- 2009年5月17日 香港九龍湾国際展貿中心3階演講廰
- 2009年9月19日 「2009上海日中文化観光交流フェアセレモニー」上海久光百貨店屋外特設ステージ
- 2009年9月20日 「米倉千尋Asia Live HELLO FRIENDS In Shanghai」上海
- 2009年10月4日 「第3回2009ACG穗港澳アニフェス in 広州」中国广州錦漢展覧中心
- 2009年10月5日 「第3回2009ACG穗港澳アニフェス in 広州」中国广州錦漢展覧中心
- 2009年10月6日 中国広州
- 2010年6月15日 上海国際博覧会Aゾーンアジア広場
- 2010年6月16日 上海国際博覧会Aゾーンアジア広場
- 2010年7月17日 「Anime Friends 2010」ブラジルサンパウロMart Center
- 2010年7月18日 「Anime Friends 2010」ブラジルサンパウロMart Center
- 2010年7月24日 「Anime Friends 2010」アルゼンチンブエノスアイレス
- 2010年7月25日 「Anime Friends 2010」アルゼンチンブエノスアイレス
- 2010年11月3日 「EXPO TNT」メキシコ
- 2010年11月4日 「EXPO TNT」メキシコ
- 2010年12月11日 「GENERATION G IN HONG KONG LIVE」九龍湾国際展貿中心6階展貿廳3香港九龍湾展貿徑1号
- 2011年4月23日 OTAKULIVE ペルー Centro de Convenciones SCENCIA

### イベント / ライブ
- 1996年10月 長野工業高等専門学校学園祭
- 1996年12月1日 秋葉原ヤマギワソフト館
- 1997年2月 さっぽろ雪まつり
- 1997年4月26日 京急ウイング久里浜
- 1997年5月 新潟
- 1997年6月7日 ひばりヶ丘パルコ
- 1997年6月8日 山形ほっと・なる広場(YBCラジオ)
- 1997年10月11日 名古屋もちの木広場
- 1997年10月19日 八戸工業大学学園祭
- 1998年7月25日 大宮アルシェ
- 1998年7月26日 福岡明治生命ホール「エモーションフェスティバル」
- 1998年7月26日 福岡長住まつり
- 1998年7月27日 アニメイト福岡天神
- 1998年7月27日 ベスト電器本店LIMB福岡
- 1998年8月1日 「ガンダムフェスティバル」パシフィコ横浜
- 1998年8月8日 新星堂カルチェ5新宿店
- 1998年8月15日 新潟胎内スキー場
- 1998年8月22日 アニメイト八王子店
- 1998年10月3日 横浜(ストリートライブ)
- 1998年10月17日 横須賀モアーズシティ
- 1998年11月5日 「Strawberry Hour of Chihiro Yonekura」山形羽黒町松ヶ丘開墾場内ギャラリーまつ
- 1998年11月6日 「Strawberry Hour of Chihiro Yonekura」山形市文翔館
- 1999年1月9日 アニメイト川越店
- 1999年1月14日 新星堂横浜ランドマーク店
- 1999年1月18日 原宿ルイード
- 1999年4月4日 「ガンダムコンベンション」東京ビッグサイト
- 1999年6月5日 原宿ルイード
- 1999年7月20日 新宿野村ホール
- 1999年7月23日 川口リリアパーク
- 1999年7月24日 「キャラクターショー」東京ビッグサイト
- 1999年8月10日 「データイーストファンクラブ感謝イベント」なかのZERO
- 1999年8月29日 秋葉原メッセサンオー
- 1999年9月14日 新星堂熊谷駅ビル店
- 1999年9月18日 コタニ蒲田店
- 1999年9月19日 「東京ゲームショー」幕張メッセ
- 1999年10月3日 アニメイト横浜店
- 1999年10月11日 アニマップ福岡店
- 1999年10月24日 文化放送「ポリケロののわぁんちゃってSAY YOU!」公開録音 日本青年館
- 1999年10月27日 アニメイト札幌店
- 1999年11月3日 横浜プラザホテルホール(アニメイト横浜店)
- 1999年11月13日 「WOMANIZER Session Live with 鹿島やすよ FANTA...etc」ゲスト出演 南青山マンダラ
- 1999年11月21日 岐阜放送「逆流ラジオ」公開録音 タマコシツルミショッピングセンター
- 1999年11月27日 秋葉原石丸電気ソフトワン
- 1999年12月11日 原宿ルイード
- 1999年12月27日 「20世紀アニメ歌合戦」日本武道館
- 2000年1月28日 「Girls BRAVO! Vol.10」渋谷Egg-man
- 2000年3月26日 東海ラジオ「米倉千尋のSMILE GO HAPPY」公開録音
- 2000年7月2日 「みんなで来ナイト! 夏のモンコレ祭り」池袋サンシャインシティ噴水広場
- 2000年7月12日 「ちはる愛日の今夜もいっぱい」公開録音ゲスト 二子玉川ナムコワンダーエッグ
- 2000年7月22日 「東京キャラクターショー」幕張メッセ
- 2000年8月4日 東海ラジオ「米倉千尋のSMILE GO HAPPY」公開録音 “ちっひーとゆかいな仲間達ちひゴロウさん名古屋城へ行く!!” 名古屋城深井丸ステージ
- 2000年8月23日 アニメイト大阪京橋店
- 2000年8月23日 名古屋東別院ホール
- 2000年8月26日 池袋かんぽヘルスプラザ東京
- 2000年10月21日 山形リナワールド
- 2000年10月22日 日本教育会館一ツ橋ホール “仙界伝封神演義イベント「歌・舞・音・宴」”
- 2000年10月29日 横浜プラザホテルレストラン(アニメイト横浜店)
- 2000年11月11日 日本工学院専門学校八王子校
- 2001年3月11日 アニメイト阿倍野ベルタ店
- 2001年3月11日 アニメイト福岡店
- 2001年7月15日 アニメイト池袋店
- 2001年7月22日 アニメイト札幌店
- 2001年8月5日 東海ラジオ「米倉千尋のSMILE GO HAPPY」公開録音 名古屋城深井丸ステージ
- 2001年8月18日 福岡ミュージックプラザインドゥ
- 2001年8月25日 「TBSアニメフェスタ2001」赤坂ACTシアター
- 2001年8月26日 「TBSアニメフェスタ2001」赤坂ACTシアター
- 2001年10月27日 BS朝日「LIVE 21」公開録画 原宿:BS
- 2001年11月2日 東京電機大学
- 2001年11月11日 尼崎ライクスホール
- 2001年11月24日 九州工業大学
- 2002年2月16日 心斎橋T・Bホール
- 2002年2月25日 HMV新宿SOUTH店
- 2002年3月3日 アニメイト横浜店
- 2002年7月27日 FM岐阜「GIFU FOLK VILLAGE」JR岐阜駅ACTIVE-Gふれあい広場
- 2002年8月3日 東海ラジオ「米倉千尋のSMILE GO HAPPY」公開録音 名古屋城深井丸ステージ
- 2002年9月22日 心斎橋T・Bホール
- 2002年9月23日 名古屋東別院ホール
- 2002年9月29日 八王子南大沢文化会館ホール
- 2002年10月5日 「TOKYO ANIMESONG STATION #1」Zepp Tokyo
- 2003年3月22日 名古屋ナディアパーク
- 2003年8月2日 東海ラジオ「米倉千尋のSMILE GO HAPPY」公開録音 名古屋城深井丸ステージ
- 2003年8月9日 秋葉原ヤマギワソフト
- 2003年8月9日 アニメイト横浜店
- 2003年8月10日 講談社「スーパーキャラクターフェスティバル」幕張メッセ
- 2003年9月23日 カレイドスター「はじめてのすごいイベント」銀座ガスホール
- 2003年10月12日 「一日セキュリティアドバイザー」錦糸町アルカキット前
- 2003年10月26日 「STARCHILD DREAM IN KOBE 2003」神戸ポートアイランドメガKobe(r.o.r/s)
- 2003年12月21日 原宿クエストホール(奥井雅美プレミアムライブゲスト)
- 2003年12月27日 ラフォーレミュージアム六本木(r.o.r/s)
- 2004年1月18日 新星堂横浜ランドマーク店
- 2004年1月28日 福岡ミュージックプラザINDO
- 2004年2月21日 横浜ランドマークガーデン
- 2004年7月31日 東海ラジオ「米倉千尋のSMILE GO HAPPY公開録音 ～帰って来た! ちひごろうと愉快な仲間たち〜」名古屋城内イベントステージ
- 2005年3月12日 秋葉原ヤマギワソフト
- 2005年4月3日 「アニぱら音楽館EXTREME LIVE 2005」渋谷公会堂
- 2005年4月29日 「スーパーロボット魂」Zepp Tokyo
- 2005年5月3日 「スーパーロボット魂」大阪なんばHatch
- 2005年7月10日 「Animelo Summer Live 2005 -THE BRIDGE-」代々木競技場第一体育館
- 2005年8月7日 「愛・地球博東海ラジオスペシャル "WE LOVE THE EARTH"」愛知万博会場内エクスポドーム
- 2005年9月17日 「東京ゲームショウ2005」幕張メッセ
- 2005年9月24日 高田馬場club 1ne 2wo
- 2005年10月30日 「10 TIMES SMILESイベント」名古屋国際会議場レセプションホール
- 2005年11月3日 「10 TIMES SMILESイベント」KING RECORDS江戸川橋スタジオ
- 2006年1月7日 「AJF2006冬の陣スーパーアニソン魂 〜THE新年会!〜」渋谷O-EAST
- 2006年4月30日 「スーパーロボット魂2006春の陣II」Zepp Tokyo
- 2006年5月5日 「スーパーロボット魂2006大阪春の陣」大阪なんばHatch
- 2006年6月22日 下北沢basement bar
- 2006年7月8日 「Animelo Summer Live 2006 -OUTRIDE-」日本武道館
- 2006年8月13日 「スーパーアニソン魂2006夏の陣」Zepp Tokyo
- 2006年8月19日 東海ラジオ「米倉千尋のSMILE GO HAPPY公開録音」名古屋城内本丸イベントステージ
- 2006年8月20日 「ANIME JAPAN FES 2006大阪夏の陣」大阪なんばHatch
- 2006年8月27日 「ANIME JAPAN FES 2006博多夏の陣」福岡DRUM LOGOS
- 2007年1月7日 「ANIME JAPAN FES 2007冬の陣」渋谷O-EAST
- 2007年1月8日 アピタ新潟亀田店
- 2007年3月9日 原宿ルイード
- 2007年4月25日 高田馬場CLUB PHASE
- 2007年5月5日 「スーパーロボット魂2007大阪春の陣」大阪なんばHatch
- 2007年6月3日 渋谷Spuma
- 2007年8月17日 「アニソン女子部復活夏祭り2007」Zepp Tokyo
- 2007年8月18日 「影山ヒロノブ・遠藤正明・きただにひろしの『ゆかいな仲間たち』コスってコスって300分」Zepp Tokyo
- 2007年9月15日 大阪中之島公園
- 2007年9月16日 東海ラジオ「米倉千尋のSMILE GO HAPPY 400回突破記念イベント」名古屋アポロシアター
- 2007年11月18日 神奈川工科大学
- 2008年1月21日 「コミックネットワークスーパーライブVol.13福岡公演」福岡Gate's 7
- 2008年3月11日 渋谷duo MUSIC EXCHANGE
- 2008年4月29日 「スーパーロボット魂2008春の陣」Zepp Tokyo
- 2008年5月5日 「スーパーロボット魂2008大阪春の陣」大阪なんばHatch
- 2008年6月28日 アニメイト池袋本店
- 2008年8月15日 「アニソン女子部W夏祭り2008」Zepp Tokyo
- 2008年8月30日 「ANIME JAPAN FES 2008名古屋夏の陣」Zepp Nagoya
- 2008年8月31日 「Animelo Summer Live 2008 -Challenge-」さいたまスーパーアリーナ
- 2008年10月11日 鵜島仁文復活記念ワンマンLIVEゲスト 芝浦Studio Cube 326
- 2008年11月16日 「アニメソングDelight episode.6th」東心斎橋studio Candy
- 2008年11月24日 「Treasurebox@shibuya extra」渋谷duo MUSIC EXCHANGE
- 2009年2月14日 TOPGUNワンマンライブゲスト 六本木morph-tokyo
- 2009年2月21日 「アニうた2009KITAKYUSYU」福岡北九州メディアドーム
- 2009年3月22日 「アニ魂激動祭!」兵庫神戸六甲アイランドフットサルスタジアム
- 2009年4月29日 「スーパーロボット魂2009」Zepp Tokyo
- 2009年5月5日 「スーパーロボット魂2009大阪春の陣」大阪なんばHatch
- 2009年7月25日 「機動戦士ガンダム生誕30周年祭 in NAGOYA ガンダムTHE FIRST 〜未来創造の世紀へ〜 GUNDAM SONGSフェスティバル 〜the origin〜Part(1)」ポートメッセなごや
- 2009年8月14日 「アニソン女子部夏祭り2009」Zepp Tokyo
- 2009年8月14日 「ゆかいな仲間たち2009」Zepp Tokyo
- 2009年8月23日 「Animelo Summer Live 2009 -RE:Bridge-」さいたまスーパーアリーナ(スタジアムモード)
- 2009年10月24日 「Soul G 〜すべての戦士にささげる音楽祭〜」東京国際フォーラムA
- 2009年11月6日 TOWER RECORDS梅田NU茶屋町店
- 2009年11月7日 京都コンピュータ学院京都駅前校
- 2009年12月31日 熊本グリーンランド遊園地レインボードーム
- 2010年2月14日 新宿シアターサンモール「チョコレートガールズ」
- 2010年3月15日 「アニうたKITAKYUSYU2010」福岡北九州メディアドーム
- 2010年4月29日 「スーパーロボット魂2010春の陣」Zepp Tokyo
- 2010年5月5日 「スーパーロボット魂2010大阪春の陣」大阪なんばHatch
- 2010年7月4日 「Anime Songs Night in Harajuku 〜Jump to the world〜」原宿クエストホール
- 2010年8月8日 「第32回ふるさと祭りアニメソングコンサート」北海道北広島市芸術ホール
- 2010年8月13日 「アニソン女子部夏祭りJOSHIBU in Wonderland」Zepp Tokyo
- 2010年8月28日 「Animelo Summer Live 2010 -evolution-」さいたまスーパーアリーナ(スタジアムモード)
- 2010年9月25日 「GUNDAM LIVE ENTERTAINMENT Soul G+」品川プリンスステラボール
- 2010年9月26日 「GUNDAM LIVE ENTERTAINMENT Soul G+」品川プリンスステラボール
- 2010年10月23日 「Super★Premium vol.3」名古屋クラブダイアモンドホール
- 2010年10月28日 「TIMM アニメソングライブ」品川プリンスステラボール
- 2010年11月7日 口蹄疫義援イベント「がんばっど宮崎 / 水平線の花火と音楽」みやざき 臨海公園 サンマリーナ宮崎 多目的広場
- 2010年11月12日 340スズキ♪presents「歌祭13 〜米倉千尋の巻〜」Naked Loft
- 2010年12月25日 「泣けるアニソンライブ」吉祥寺Starpine's Cafe
- 2010年12月31日 アニソン紅白
- 2011年1月22日 「Voyagerイベント」アニメイト秋葉原店
- 2011年2月12日 「アニうたKITAKYUSYU2011」福岡北九州メディアドーム
- 2011年2月13日 「つくばSFコミックフェスタ2011」つくば国際会議場 大ホール
- 2011年4月2日 石川智晶主催チャリティーイベント 文化学院
- 2011年4月29日 「スーパーロボット魂2011春の陣」Zeep Tokyo

## 出演

### 地上波ラジオ
- 米倉千尋のSMILE GO HAPPY（東海ラジオ他、2000年1月2日 - 2010年3月28日）

### WEBラジオ
- 米倉千尋のSMILE GO LUCKY（ブロードバンド東海ラジオ、2005年4月 - 2010年3月）

### WEBテレビ
- 米倉千尋のSMILE GO PARADISE→すまぱら（ニコニコ生放送、2011年9月28日 -）